# فلیس نیومن
فلیس نیومن (انگلیسی: Phyllis Newman; ۱۹ مارس ۱۹۳۳ – ۱۵ سپتامبر ۲۰۱۹) بازیگر، خوانندگی اهل ایالات متحده آمریکا بود. وی بین سال‌های ۱۹۵۲ تا ۲۰۱۹ میلادی فعالیت می‌کرد.
از فیلم‌ها یا برنامه‌های تلویزیونی که وی در آن نقش داشته است می‌توان به ننگ بشری، فقط تو و یک ماهی در وان حمام اشاره کرد.